# Peter Kvačkaj
Peter Kvačkaj (* 7. dubna 1941) byl slovenský a československý politik, po sametové revoluci poslanec Sněmovny liduFederálního shromáždění za Komunistickou stranu Slovenska, později za Stranu demokratické levice.

## Biografie
Ve volbách roku 1990 byl zvolen do Sněmovny lidu (volební obvod Středoslovenský kraj) za KSS, která v té době byla ještě slovenskou územní organizací celostátní Komunistické strany Československa (KSČS). Postupně se ale osamostatňovala a na rozdíl od sesterské strany v českých zemích se transformovala do postkomunistické Strany demokratické levice, do jejíhož klubu roku 1991 přešel. Ve Federálním shromáždění setrval do voleb roku 1992.
V roce 2002 se zmiňuje jako předseda Krajského výboru SDĽ na severním Slovensku. V krajských volbách na Slovensku v roce 2001 byl kandidátem za SDĽ do zastupitelstva pro Žilinský kraj. Nebyl ale zvolen.